# 中央通り (魚津市)
中央通り（ちゅうおうどおり）は、富山県魚津市にある地名。中央通り商店街があり、一丁目と二丁目に分かれている。

## 特徴
鴨川の北側に隣接している町。前身にあたる神明町は、江戸時代初期より小集落を形成していたが、1649年（慶安2年）に町が作られたと伝えられている。当初は『魚津神明町』であったが、1893年（明治26年）からは『神明町』と名乗る様になる。一方の金屋町は1633年（寛文3年）に新川郡金屋村出身者で作られたことに由来して『魚津金屋町』と名乗り、1893年（明治26年）からは『金屋町』と名乗る様になる。この2つの地名は1969年（昭和44年）5月1日の住居表示実施によって統合され、現在の中央通り（一丁目および二丁目）という名称になった。
中央通り商店街の総延長は560m。中央通り西部には新川地方最大級の神社である魚津神社がある。

## 商店街

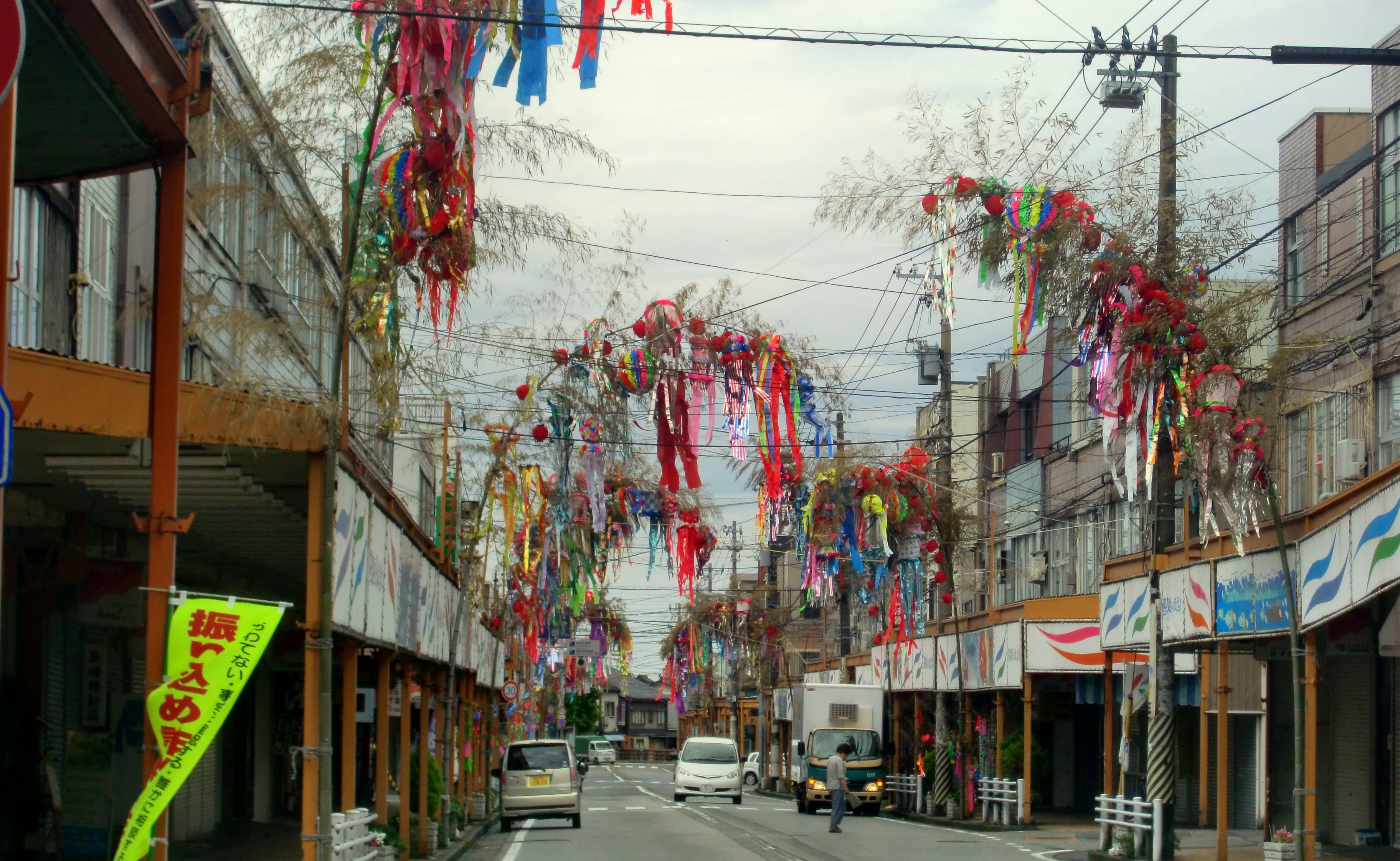
アーケードが撤去される前の中央通り商店街

アーケードが撤去された後の中央通り商店街

明治・大正時代は大町通りに次ぐ賑わいで、戦後から昭和40年代までは新川地区最大の商店街として繁栄した。
1956年の魚津大火までは『神明町通り』『金屋町通り』と呼ばれ、道幅が10m未満と非常に狭く、道路の中央で両側の店から買い物が出来る位であった。商店街が今の形になったのは1956年の魚津大火の後の1959年5月である。被災後の復興事業では一時廃道になることが決まっていたが、沿線商店街は死活問題として存続を陳情したため、残存することになった。これに伴い、道幅の幅員が15m（車道9m、歩道は片側3mと大幅に拡張された（なお、商店街側は商店経営の問題から幅員を真成寺町商店街と同じ8ｍにすることを要求していたが、防火都市を目指す観点から、叶わなかった）。この他。商店街全体が鉄筋コンクリート造に防火化された。以降大火からの復興や繁栄のシンボルとして親しまれ、富山県東部の商業中心地として魚津経済を支えていた。
延長1,519m、30棟110戸（3階建33戸、2階建77戸）で構成されているこの商店街は日本不燃研究所の今泉善一の設計によるもので、レンガタイルで連続性を強調したファサード、建築計画上の間口幅や間取りに応じて柔軟なデザインに対応可能としたコンクリート部材、千鳥状の手摺など細部のデザインまで配慮され、街並みの形成まで昇華されたケースとなった。これだけ固まって作ったのは全国でも異例だとして建設省（現・国土交通省）から「全国一のモデル防火商店街」と評価され、表彰もされていた。なお、大きな借金をして建設されたことから、地元住民からは「コンクリート長屋」「借金コンクリート」と呼ばれていた。また、建築から1年経たないうちに湿気や雨漏り、豪雪に伴う雪の重みでへこんだ屋上に水が溜まるという課題も浮上するようになった。
1961年3月にはブロック別に水銀灯が設置され、1964年4月6日には、神明交差点の信号機が富山市以外の県東部で初めての自動信号機として運用開始した。
1964年9月には、アーケードが共栄鉄工所（高岡市）の工事設計請負により同年10月より着工することが決まり、1965年8月に神明交差点から北陸本線（現・あいの風とやま鉄道線）寄り迄、同年10月に神明交差点より海側70mの区間が、商店街の人々の負担によって両歩道側に総延長約520m、高さ約3メートル、幅約2.8メートルのアーケード（軽量鉄骨造りで赤色で魚津神社の鳥居を模した物、積雪1.5mに耐えられるようトタン葺の屋根を使用）が設置され、同年10月26日に魚津神社前広場で完成祝賀会が挙行された（総工費約1,130万円）。しかし、このアーケードも老朽化が著しく、現在の建築基準法の耐震強度も満たしていない為、アーケードは2019年に各商店の負担で8割以上撤去された。
1978年4月には、魚津中央通り名店街振興組合が設立された。
1991年2月27日には、魚津市をPRする約3.6 m四方の大看板が設置された。
道路中央には、融雪装置も設置されている。
国内の防火建築帯が老朽化で次々と撤去・解体される中、この防火建築帯は現存する数少ないものとなっているが、車社会の到来などで商店街には空き店舗が増えている。一方で2016年5月には神奈川大学大学院で建築学を専攻する院生たちが「防火建築帯」を近代建築遺産への活用するための調査を行った他、富山大学都市デザイン学部が地域と共に商店街活性化に向けた取り組みを継続するなど、活性化のための模索が続いている。また、空き店舗対策のために、旧北日本新聞魚津支社を改装した『中央通りイベントホール』が存在している。

## 地理
中央通りに隣接して、銀座商店街と文化町商店街があり、更にその二つを結ぶ電鉄魚津駅前の新宿商店街があり、4つの商店街を合わせると環状になる。
中央通り南部には鴨川があり、昔からてんこ水という湧水が利用された他、現在は年に1回鮭の稚魚の放流をしている。

## 世帯数と人口
2022年（令和4年）8月1日現在の世帯数と人口は以下の通りである。
| 町丁           | 世帯数  | 人口  |
| -------------- | ------- | ----- |
| 中央通り一丁目 | 64世帯  | 138人 |
| 中央通り二丁目 | 85世帯  | 185人 |
| 計             | 149世帯 | 323人 |

## 小・中学校の校区
市立小・中学校に通う場合、校区は以下の通りとなる。
| 番地 | 小学校               | 中学校             |
| ---- | -------------------- | ------------------ |
| 全域 | 魚津市立よつば小学校 | 魚津市立西部中学校 |

## 交通

### 道路
- 富山県道52号島尻魚津インター線
- 富山県道314号沓掛魚津線

## 施設
- 魚津神社
- 北陸銀行 魚津支店
- 富山銀行 魚津支店
- 魚津金屋郵便局